# Los bastardos
Los Bastardos és el segon llargmetratge del cineasta Mexicà Amat Escalante va ser estrenada en el 61è Festival Internacional de Cinema de Canes i va tenir la seva primera exhibició en Mèxic en el marc del Festival Internacional de Cinema de Morelia.

## Sinopsi
La història transcorre a la ciutat de Los Angeles amb dos mexicans indocumentats com a protagonistes, tots dos treballen en una diferent ocupació cada dia amb la pressió d'aconseguir diners. Un dia d'aquests aconsegueixen un treball una mica fora del comú, un home els contracta per a matar a la seva esposa.

## Repartiment
- Jesus Moises Rodriguez: Jesús
- Rubén Sosa: Fausto
- Nina Zavarin: Karen
- Kenny Johnston: Empresari

## Premis
| Any  | Premio/Festival                                             | Categoria                                   |
| ---- | ----------------------------------------------------------- | ------------------------------------------- |
| 2008 | Festival de Cannes                                          | Un Certain Regard (Selecció Oficial)        |
| 2008 | Festival Internacional de Cinema de Morelia                 | Millor pel·lícula                           |
| 2008 | XLI Festival Internacional de Cinema Fantàstic de Catalunya | SEAT – NOVES VISIONS (Millor Pel·lícula)<   |
| 2008 | Festival Internacional de Cinema de Mar del Plata           | Millor pel·lícula iberoamericana            |
| 2008 | Festival Internacional de Cinema de Bratislava              | Millor Director                             |
| 2008 | Festival Internacional de Cinema de Bratislava              | Premi Jurat estudiantil (Millor Pel·lícula) |
| 2009 | Festival Internacional de Cinema de Durango                 | Premi del Públic                            |